# Sophie Redmond

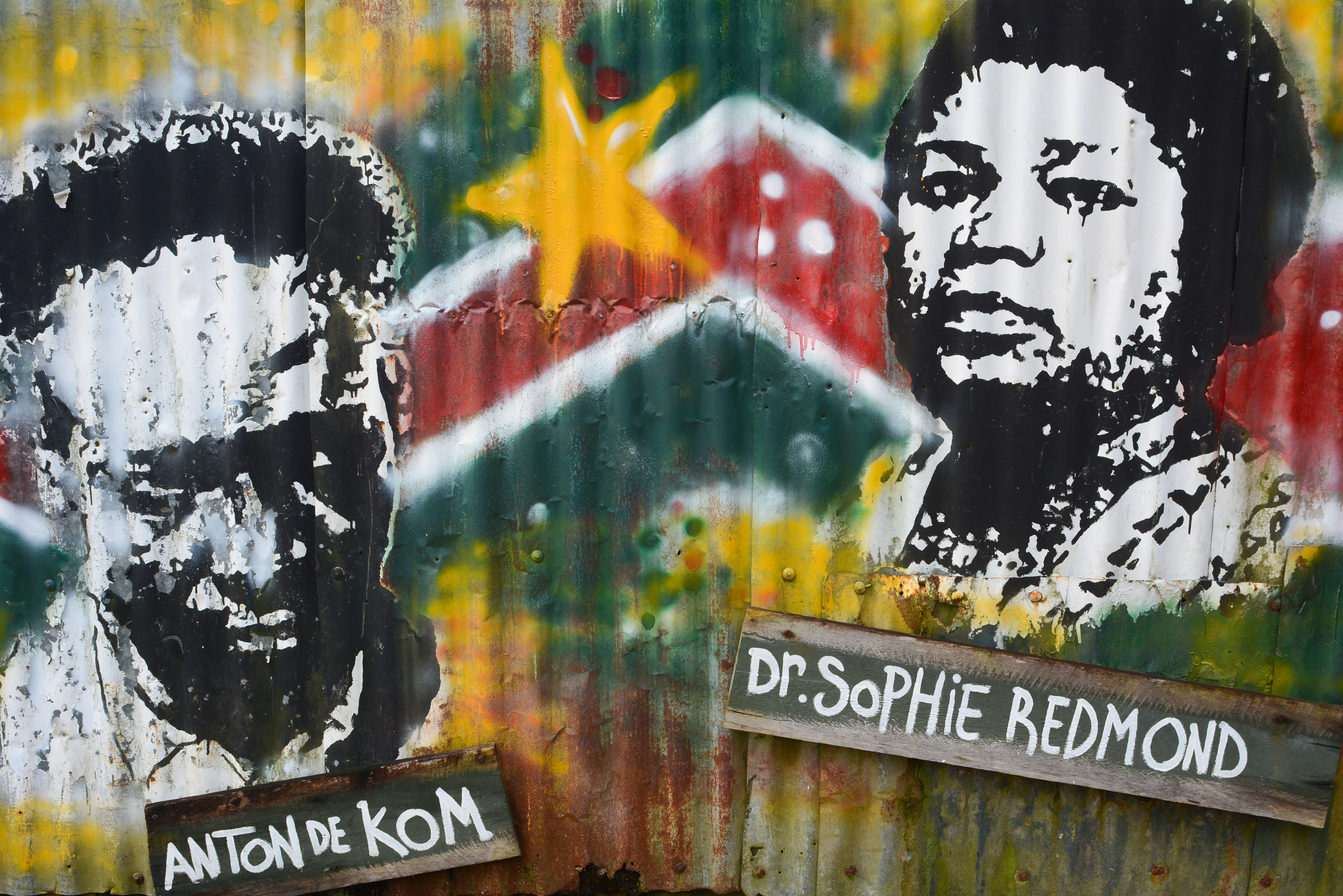
Afbeelding van Anton de Kom en Sophie Redmond

Jeanne Sophie Everdine Redmond (Paramaribo, 14 januari 1907 – aldaar, 18 september 1955) was een Surinaams arts, politica, toneelschrijfster, actrice en feministe. Ze wordt erkend als eerste vrouwelijke Surinaamse arts.

## Biografie
Redmond werd geboren te Paramaribo als dochter van de onderwijzer Philippus Josef Redmond (1886-1956) en Adolfina Magdalena Herkul (1886-1938). Op 13-jarige leeftijd wilde Sophie graag vioolles van meneer J. Bueno de Mesquita en dat kreeg zij tot zijn overlijden. Sophie vormde met een vriendin en haar broer een  muzikaal trio. Ze speelde later het liefst met gesloten gordijnen, want, zoals zij zelf zei 'Het is geen gezicht voor de mensen: zo'n dikke vrouw met zo'n kleine viool'. Na de lagere school en de MULO met HBS met goed gevolg te hebben doorlopen, wilde ze in 1925 ingeschreven worden op de Geneeskundige School. Haar vader raadde het haar af; onderwijzeres worden was in die tijd voor een zwarte vrouw het hoogst haalbare. De directeur van de school weigerde haar aanvankelijk in te schrijven. Maar Redmond zette door, en ondanks alle discriminatie die zij tijdens haar studie ondervond studeerde ze in 1935 af, als eerste Creoolse vrouw.
Vervolgens vestigde Redmond zich als particulier huisarts in Paramaribo. Ze behandelde arme patiënten dikwijls gratis, en gaf ook adviezen over huwelijksproblemen en financiële problemen. Aanvankelijk deed ze dat alleen in haar artsenpraktijk, maar later ook via radiopraatjes in het Sranantongo onder de titel Datra mi wan aksi joe wan sani (Dokter  mag ik u wat vragen?). Ze gaf tevens medische lessen aan boslandevangelisten.
Na de Tweede Wereldoorlog werd Redmond ook politiek actief. In 1948 speelde ze een rol in het volkstoneelstuk Misi Jana e go  na stembus (Miss Jana gaat naar de stembus). Of ze aan dit toneelstuk, dat op kluchtige wijze in het Sranantongo voorlichting gaf over de Algemene verkiezingen van 1948, ook heeft meegeschreven is niet zeker. Van het volgende toneelstuk Grontapoe na asi tere (De wereld is een paardenstaart) uit 1950 staat vast dat ze het samen met onderwijzeres Paula Velder schreef. Daarnaast schreef ze nog enkele andere toneelstukken, dikwijls over volksgebruiken en sociale wantoestanden: A sowtoe (Het is zout) en Jezus na watra foe libi (Jezus is het levenswater), levendige stukken in Sranan en Surinaams-Nederlands.  In 1954 speelde ze bij Toneelgroep Thalia als actrice de rol van dienstmaagd in het toneelstuk 'De wereld heeft geen wachtkamer' van Maurits Dekker.
Ze ontpopte zich steeds meer als voorvechtster van de Surinaamse cultuur; ging gekleed in de traditionele koto, weigerde importvoedsel te eten, en streefde naar wetenschappelijk onderzoek naar de werking van Surinaamse kruiden.
In 1950 deed ze mee aan de verkiezingen als onafhankelijk kandidaat, maar ze haalde geen zetel. Sophie Redmond overleed op 48-jarige leeftijd in 's Landshospitaal te Paramaribo, nadat ze eerder die dag plotseling onwel was geworden tijdens een vergadering.
Redmond was sinds 1941 gehuwd met Louis Emile Monkau (1906-2007). Het echtpaar had geen kinderen.

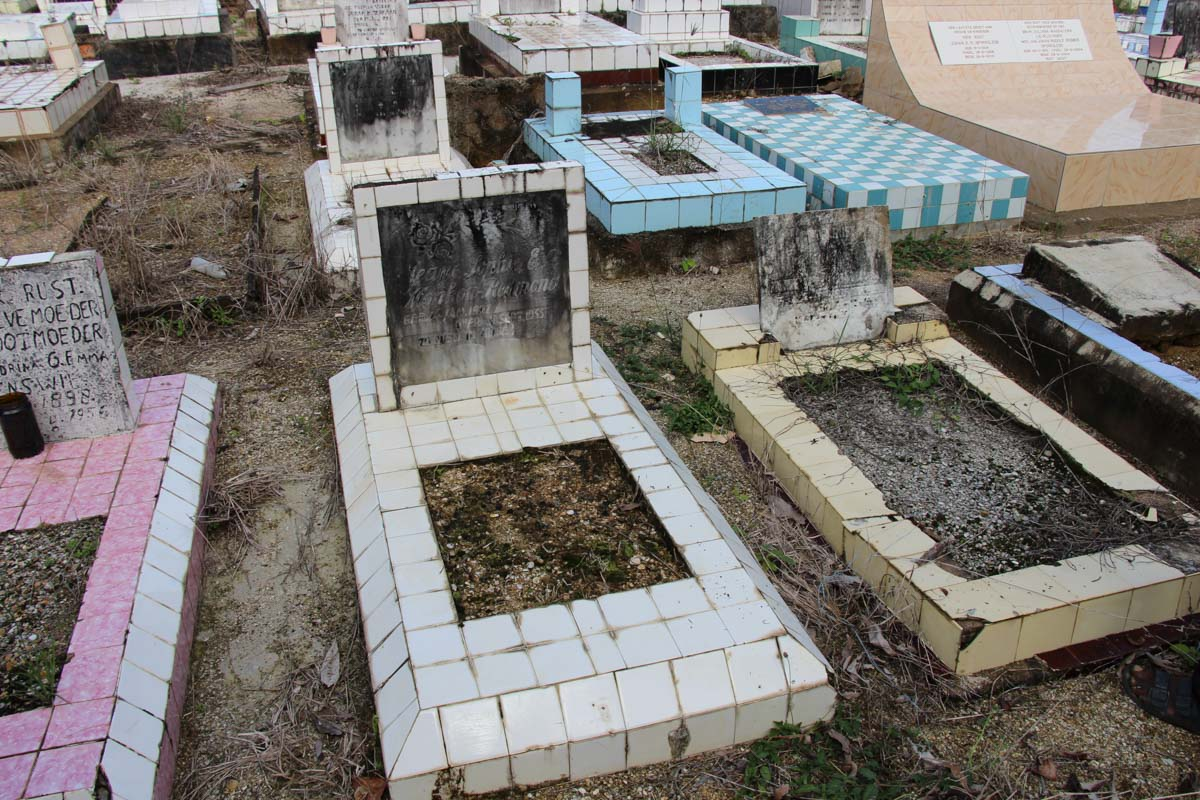
Grafmonument van Sophie Redmond op Marius' Rust, Paramaribo.

Na haar dood werd onder meer een straat in haar geboortestad naar haar genoemd, en in het Academisch Ziekenhuis Paramaribo staat een borstbeeld van haar gemaakt door Jo Rens. Een stichting zette haar werkzaamheden voort van 1985 tot 1992, gevolgd door een andere stichting die haar onder de aandacht brengt sinds 2013.

## Dokter Sophie Redmond Lezing en Gouden Vioolspeld
Sinds 2013 wordt door stichting Between The Lines jaarlijks in Amsterdam de Dokter Sophie Redmond Lezing gehouden waar de 'Gouden Vioolspeld' wordt uitgereikt aan een vrouw die in de geest van Sophie Redmond vrouwen inspireert en gezien wordt als een rolmodel vanwege buitengewone prestaties op maatschappelijk en/of cultureel gebied.
De Gouden Vioolspeld is uitgereikt aan en de Dokter Sophie Redmond Lezing is gehouden door:
| Jaar | Gouden Vioolspeld Ontvanger | Dokter Sophie Redmond Lezing Spreker |
| ---- | --------------------------- | ------------------------------------ |
| 2013 | Thea Doelwijt               | Joyce Sylvester                      |
| 2014 | Anne-Marie Hunsel           | Ruth Wijdenbosch                     |
| 2015 | Harriette Verwey            | Harriette Verwey                     |
| 2016 | Gerda Havertong             | Cynthia Blanker                      |
| 2017 | Georgetine Acton            | Georgetine Acton                     |
| 2018 | Jetty Mathurin              | Astrid Deira                         |
| 2019 | Sylvia Kortram              | Marga Weimans                        |
| 2020 | *                           | Marian Spier                         |
| 2021 | Twie Tjoa                   | Marian Spier                         |
| 2022 | Delano Veira                | Letitia Vriesde                      |
| 2023 | Regina Mac-Nack             | Marian Duff                          |
| 2024 | Helen Burleson Esajas       | Eileen Stornebrink                   |
| 2025 | Norine Martha Zaalman       | Mildred Caprino                      |

## Werken van Sophie Redmond
- Sophie Redmond, toneel Vier toneelstukken: (Grontapoe na Asitere [De wereld is een paardenstaart], Misi Jana e go na stembus [Vrouw Jana gaat stemmen], A sowtoe [Het is zout], Jezus na watrafoe libi [Jezus is het levenswater]). Bijeengebracht door Thea Doelwijt. Paramaribo, Young Women's Christian Association (YWCA) Suriname, 1972.
- Datra papa [Mijn zoon studeert voor dokter]. in: Kri, kra! Proza van Suriname (bloemlezing), Samengesteld door Thea Doelwijt. Paramaribo, Bureau Volkslectuur, 1972. p. 111-116.